# Neoplocaederus kolbei
Neoplocaederus kolbei es una especie de escarabajo longicornio del género Neoplocaederus, tribu Cerambycini, subfamilia Cerambycinae. Fue descrita científicamente por Hintz en 1910.

## Descripción
Mide 22-36 milímetros de longitud.

## Distribución
Se distribuye por Kenia.